# Cumbayá FC
Cumbayá Fútbol Club ist ein ecuadorianischer Fußballverein aus Cumbayá nahe der Hauptstadt Quito, der auch Los Leones oder Cumbayork genannt wird.

## Geschichte
Cumbayá Fútbol Club wurde im Mai 1970 als Club Deportivo Los Loros in Quito gegründet und spielte lange Zeit im Regionalfußball. In der Segunda Categoría de Pichincha trat der Verein erstmals 2013 an und erreichte 2015 die Segunda Categoría, schied aber dort in der ersten Runde aus. Nach einem Wechsel der administrativen Leitung zog der Klub 2017 aus Quito in den Vorort Cumbayá und spielte drei Jahre in der Segunda Categoría, bevor er 2020 das Finale erreichte. Das Finale, das Cumbayá gegen Guayaquil Sport Club verlor, qualifizierte zum Aufstieg in die Serie B. In der Debütsaison schaffte Cumbayá unter Trainer Raúl Duarte die Meisterschaft und den Durchmarsch in die Serie A. Zwei Jahre konnte sich das Team in der ersten Liga halten, stieg 2023 allerdings als Tabellenletzter ab.

## Erfolge
- Meister der Serie B: 2021
- Vizemeister der Segunda Categoría: 2020

## Stadion
Cumbayá FC trägt seine Heimspiele im Estadio Olímpico Atahualpa in Quito aus, das eine Kapazität von rund 35.000 Plätzen hat. Das 1951 erbaute Stadion ist seit den 1960er Jahren ebenfalls Heimspielstätte der Traditionsklubs Universidad Católica del Ecuador und CD El Nacional.